# Suore della dottrina cristiana (Nancy)
Le Suore della Dottrina Cristiana (in francese Sœurs de la Doctrine Chrétienne de Nancy) sono un istituto religioso femminile di diritto pontificio: i membri di questa congregazione pospongono al loro nome la sigla D.C.

## Storia
Nel 1718 Jean-Baptiste Vatelot (1688-1748), canonico cattedrale di Toul, fondò nella casa paterna una scuola per fanciulle povere, la cui gestione venne affidata alle tre sorelle: presto altre donne si unirono al sodalizio ed iniziarono ad assumere la direzione delle scuole rurali della diocesi. Il vescovo di Toul, Henri-Pons de Thiard de Bissy, ordinò a Vatelot di redigere una regola per le insegnanti: in base agli statuti elaborati dal sacerdote, le insegnanti non erano vincolate da voti (si vincolavano alla fraternità solo tramite promessa) e non erano tenute alla vita claustrale; non erano nemmeno legate a una casa, ma potevano essere inviate due a due nelle scuole parrocchiali che ne richiedessero l'opera.
Il re di Francia Luigi XV nel 1752 approvò il sodalizio come compagnia delle Suore della Dottrina Cristiana: dissolta dalla Rivoluzione, venne ricostituita agli inizi del XIX secolo ed approvata da Napoleone nel 1803. Nel 1821 le suore stabilirono la loro sede generalizia a Nancy. Ottennero il pontificio decreto di lode il 14 luglio 1886 e vennero approvate definitivamente dalla Santa Sede il 12 marzo del 1929.

## Attività e diffusione
Le Suore della Dottrina Cristiana si dedicano essenzialmente all'insegnamento e alla gestione di scuole.
Oltre che in Francia, sono presenti in Belgio, Lussemburgo, Costa d'Avorio, Repubblica Democratica del Congo, Algeria, Italia, Corea del Sud, Cile e Romania. La sede generalizia è a Nancy.
Al 31 dicembre 2005 l'istituto contava 572 religiose in 130 case.